# Shell 43
Shell 43 (o Shell Forty-Three) è un film muto del 1916 diretto da Reginald Barker e prodotto dalla Kay-Bee Pictures e dalla New York Motion Picture. Ambientato all'epoca della prima guerra mondiale, aveva come interpreti H.B. Warner, Enid Markey, John Gilbert.

## Trama
William Berner viene inviato in Germania sotto la copertura di giornalista, corrispondente di guerra americano. L'uomo, che in realtà è una spia britannica, si conquista la fiducia dei comandi tedeschi. Quando viene a conoscenza del fatto che gli alleati stanno per bombardare proprio l'edificio in cui si trova anche lui, Berner, nonostante siano nemiche, salva la vita a tre donne tedesche che sono in casa. Prima però che la sua lealtà possa essere messa in forse dagli Alti Comandi Alleati, lui rinuncia alla propria vita, riuscendo a far bombardare una fortezza tedesca segnalandola mentre lui si trova all'interno della roccaforte, rimanendovi però bloccato dentro senza possibilità di fuga.

## Produzione
Il film fu prodotto dalla Kay-Bee Pictures e New York Motion Picture

## Distribuzione
Distribuito negli Stati Uniti dalla Triangle Distributing, il film uscì nelle sale cinematografiche il 13 agosto 1916.
Non si conoscono copie ancora esistenti della pellicola che viene considerata presumibilmente perduta.